# Singitischer Golf
Der Singitische Golf  (griechisch Σιγγιτικός κόλπος, Singitikós Kólpos) ist ein Meeresarm des Ägäischen Meeres.  Er trennt den mittleren Finger Sithonia der Halbinsel Chalkidiki vom östlichen Finger, dem Berg Athos.
Der Name des Golfs geht auf die antike Stadt Singos zurück, deren genaue Lage unklar ist. Der Golf wird nach dem Berg Athos auch als Golf von Hagion Oros (griechisch Κόλπος Αγίου Όρους) oder als Golf von Monte Santo bezeichnet.
Der persische Großkönig Xerxes I. ließ um 480 vor Chr. an der schmalsten Stelle des Isthmus der Halbinsel  Athos den Xerxes-Kanal anlegen, der vom Golf von Ierissos im Norden zum Singitischen Golf  unmittelbar westlich der Ortschaft Trypiti führt und ihm bei seinem Feldzug im Perserkrieg die Durchfahrt durch den geschützten Golf erlaubte.
Der von Nordwesten nach Südosten verlaufende Singitische Golf ist 24 km breit, 48 km lang und bis zu  521 m tief.